# Anselmo Lorenzo
Anselmo Lorenzo Asperilla (Toledo, 21 aprile 1841 – Barcellona, 30 novembre 1914) è stato un anarchico e sindacalista spagnolo, uno dei primi.

## Biografia
Nacque il 21 aprile 1841 a Toledo. A volte è chiamato "il nonno dell'anarchismo spagnolo".
Nelle parole di Murray Bookchin: "il suo il contributo alla diffusione delle idee anarchiche a Barcellona e in Andalusia nel corso dei decenni è stato enorme".

### Teorico militante e anarchico
Fu molto attivo nel movimento dall'incontro con Giuseppe Fanelli a Madrid nel 1868 fino alla sua morte nel 1914. Autore di numerose opere e opuscoli per propagare l'ideologia anarchica, prestò servizio nel consiglio di amministrazione de La Emancipación de Madrid (1871) come segretario.

### Congresso della Prima Internazionale
Nel 1871 partecipò con Francisco Mora Méndez e Tomás González Morago alla sezione spagnola della Prima Internazionale, partecipando a una conferenza a Londra nello stesso anno in difesa di una posizione non marxista. Tra il 1886 e il 1888 prese parte alla direzione e alla scrittura del quotidiano Acracia, a Barcellona.

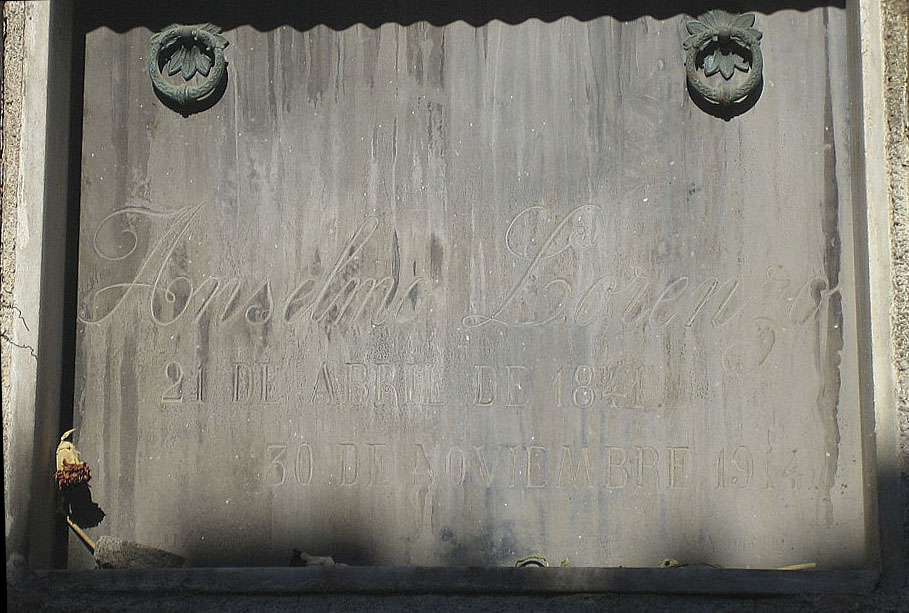
Lapide nella nicchia di Anselmo Lorenzo nel cimitero di Montjuïc

### Esilio francese e fondazione della CNT
Andò in esilio a Parigi dopo essere stato perseguitato dalla polizia, accusata di aver indotto il processo di Montjuïc (1896-1897). Al suo ritorno collaborò a Barcellona con l'editore della Escuela Moderna insieme a Francisco Ferrer Guardia. Nel 1910 partecipò al congresso di Barcellona e alla fondazione della Confederación Nacional del Trabajo (CNT) (in italiano Confederazione Nazionale del Lavoro).
Dal 1987 la CNT ha una fondazione che porta il suo nome: la Fondazione di Studi Libertari Anselmo Lorenzo.
Morì il 30 novembre 1914 a Barcellona. È sepolto nel cimitero di Montjuïc.

## Opere
- Fuori politica (1886)
- Acracia o repubblica (1886)
- Biografia di Pedro Kropotkin (1893)
- Sinossi ortografica della tipografia spagnola. Regole per l'uso di lettere dubbie e degli accenti. Barcellona, Tip. La Académica, dei Fratelli Serra e Russell, 1900.
- Criterio libertario (1903)
- Via libera. Il lavoratore. Il suo ideale emancipatorio. Deviazioni politiche ed economiche. Prefazione di J. Mir y Mir e prefazione di Tarrida del Mármol. Barcellona: Ed. F. Granada y Cía. Barcellona, 1905.
- La città (studio libertario) Valentia: F. Sempere y Compañía Editores, (prefazione di Kropotkin dell'ottobre 1907).
- Solidarietà (1909)
- L'anarchia trafficante (1911)
- Contro l'ignoranza (1913)
- Il proletariato militante, 2 voll. (1901, vol. 1-1923, vol. 2). Molto ristampato.
- Il sindacalismo Barcellona: Editorial "Tierra y Libertad", anni 1930 circa
- Il banchetto della vita. (Con uno schizzo biografico di Anselmo Lorenzo di Manel Aisa) Barcellona: Ed. Sintra, 2006.

### Traduzioni
- Élisée Reclus, L'uomo e la terra, Barcellona: Casa Editorial Maucci, 1906, 6 voll. Versione spagnola di Anselmo Lorenzo e revisione di Odón de Buen.
- Pëtr Kropotkin, La grande rivoluzione 1789-1793. Barcellona: Pubblicazioni della Escuela Moderna, 192...2 voll.